# Acid Black Cherry
Acid Black Cherry – japoński rockowy zespół visual kei. Jest to solowy projekt wokalisty zespołu Janne Da Arc, założony w 2007 roku po jego rozpadzie. Nazwa zespołu często skracana jest do postaci A.B.C.

## Historia
W maju 2007 roku Acid Black Cherry udał się na tajne ogólnokrajowe tournée po Japonii, zakończone koncertem w Shinjuku, który był transmitowany na żywo na całym świecie. Ich pierwszy singiel, „Magic Spell” został wydany 18 lipca 2007 roku. Pierwszy album Acid Black Cherry, „Black List”, został wydany 20 lutego 2008 roku. Dodatkowo gościnnie pojawili się na nim Daita i Jun-ji (byli członkowie Siam Shade) na gitarze i perkusji odpowiednio. W listopadzie 2008 roku wydali swój szósty singiel, „Jigsaw”, umiejscowiony w niewielkiej części amerykańskiego horroru Piła, którego jest fanem Yasu.

## Członkowie
- Yasu – wokal

### Wsparcie
- Yuki – gitara
- Hiro – gitara
- Akihide – gitara
- SHUSE – gitara basowa
- Jun-ji – perkusja
- Makoto – perkusja

## Dyskografia

### Albumy studyjne
- BLACK LIST (20 lutego 2008)
- Q.E.D. (26 sierpnia 2009)
- „2012” (21 marca 2012)
- L (2015)

### Cover albumy
- Recreation (21 maja 2008)
- Recreation 2 (30 czerwca 2010)
- Recreation 3 (6 marca 2013)

### Single
- SPELL MAGIC (18 lipca 2007)
- Black Cherry (26 września 2007)
- Aishitenai (jap. 愛してない „Nie Kocham Cię”) (28 listopada 2007)
- Fuyu no maboroshi (jap. 冬の幻 „Zimowe Złudzenie”) (16 stycznia 2008)
- 20+∞Century Boys (27 sierpnia 2008)
- Jigsaw (jap. ジグソー) (26 listopada 2008)
- Nemuri Hime (jap. 眠り姫 „Śpiąca Królewna”) (18 lutego 2009)
- Yasashii uso (jap. 優しい嘘 „Słodkie Kłamstwa”) (29 lipca 2009)
- Re:birth (18 sierpnia 2010)
- Shoujo no inori III (jap. 少女の祈りIII „Modlitwa Dziewczyny III”) (8 czerwca 2011)
- Pisutoru (jap. ピストル „Pistolet”) (21 września 2011)
- Shangri-La (jap. シャングリラ) (19 października 2011)
- Chō (jap. 蝶) (16 listopada 2011)
- CIRISIS (21 grudnia 2011)
- Yes (jap. イエス) (18 stycznia 2012)
- Greed Greed Greed (7 sierpnia 2013)
- Kuroneko ~Adult Black Cat~ (jap. 黒猫 〜Adult Black Cat〜) (20 listopada 2013)
- Kimi ga inai, ano hi kara (jap. 君がいない、あの日から…) (11 marca 2014)
- INCUBUS (22 października 2014)

### DVD
- Acid Black Cherry 2008 tour „BLACK LIST” (27 sierpnia 2008)
- Acid Black Cherry 2009 tour „Q.E.D” (24 marca 2010)
- Acid Black Cherry 2010 Live „Re:birth” (26 stycznia 2011)
- Acid Black Cherry Tour 2012 (17 października 2012)
- Acid Black Cherry 5th Anniversary Live Erect (17 lipca 2013)